# Delray Beach International Tennis Championships 2000 - Qualificazioni singolare
Le qualificazioni del singolare  del Delray Beach International Tennis Championships 2000 sono state un torneo di tennis preliminare per accedere alla fase finale della manifestazione. I vincitori dell'ultimo turno sono entrati di diritto nel tabellone principale. In caso di ritiro di uno o più giocatori aventi diritto a questi sono subentrati i lucky loser, ossia i giocatori che hanno perso nell'ultimo turno ma che avevano una classifica più alta rispetto agli altri partecipanti che avevano comunque perso nel turno finale.
Le qualificazioni del torneo Delray Beach International Tennis Championships 2000 prevedevano 32 partecipanti di cui 4 sono entrati nel tabellone principale.

## Teste di serie
1. James Sekulov (secondo turno)
2. Michel Kratochvil (Qualificato)
3. Juan-Albert Viloca-Puig (primo turno)
4. Michael Sell (secondo turno)

1. Marcos Ondruska (secondo turno)
2. Assente
3. Harel Levy (secondo turno)
4. Oliver Gross (primo turno)

## Qualificati
1. Álex Calatrava
2. Michel Kratochvil

1. Jonathan Stark
2. Mike Bryan

## Tabellone

### Legenda
| - Q = Qualificato - WC = Wild card - LL = Lucky loser | - ALT = Alternate - SE = Special Exempt - PR = Protected Ranking | - w/o = Walkover - r = Ritirato - d = Squalificato |

### Sezione 1
|  | Primo turno         | Primo turno         | Primo turno         | Primo turno | Primo turno |  |  | Secondo turno    | Secondo turno    | Secondo turno  | Secondo turno  | Secondo turno |   |   | Ultimo turno   | Ultimo turno   | Ultimo turno | Ultimo turno | Ultimo turno |  |
|  |                     |                     |                     |             |             |  |  |                  |                  |                |                |               |   |   |                |                |              |              |              |  |
|  | 1                   | James Sekulov       | James Sekulov       | 6           | 7           |  |  |                  |                  |                |                |               |   |   |                |                |              |              |              |  |
|  |                     | Thomas Blake        | Thomas Blake        | 4           | 6           |  |  | 1                | James Sekulov    | James Sekulov  | 1              | 3             |   |   |                |                |              |              |              |  |
|  | Nenad Zimonjić      | Nenad Zimonjić      | Nenad Zimonjić      | 6           | 6           |  |  |                  | Nenad Zimonjić   | Nenad Zimonjić | 6              | 6             |   |   |                |                |              |              |              |  |
|  | Jack Waite          | Jack Waite          | Jack Waite          | 3           | 3           |  |  |                  |                  |                |                |               |   |   | Nenad Zimonjić | Nenad Zimonjić | 6            | 3            | 65           |  |
|  | Álex Calatrava      | Álex Calatrava      | Álex Calatrava      | 6           | 7           |  |  |                  |                  | Álex Calatrava | Álex Calatrava | 4             | 6 | 7 |                |                |              |              |              |  |
|  | Mashiska Washington | Mashiska Washington | Mashiska Washington | 2           | 5           |  |  | Álex Calatrava   | Álex Calatrava   | 2              | 6              | 6             |   |   |                |                |              |              |              |  |
|  |                     | Andrew Kratzmann    | Andrew Kratzmann    | 6           | 7           |  |  | Andrew Kratzmann | Andrew Kratzmann | 6              | 3              | 0             |   |   |                |                |              |              |              |  |
|  | 8                   | Oliver Gross        | Oliver Gross        | 0           | 5           |  |  |                  |                  |                |                |               |   |   |                |                |              |              |              |  |

### Sezione 2
|  | Primo turno    | Primo turno       | Primo turno       | Primo turno | Primo turno |  |  | Secondo turno | Secondo turno     | Secondo turno     | Secondo turno  | Secondo turno  |   |   | Ultimo turno | Ultimo turno      | Ultimo turno      | Ultimo turno | Ultimo turno |  |
|  |                |                   |                   |             |             |  |  |               |                   |                   |                |                |   |   |              |                   |                   |              |              |  |
|  | 2              | Michel Kratochvil | Michel Kratochvil | 6           | 6           |  |  |               |                   |                   |                |                |   |   |              |                   |                   |              |              |  |
|  |                | Miha Gregorc      | Miha Gregorc      | 1           | 1           |  |  | 2             | Michel Kratochvil | Michel Kratochvil | 6              | 7              |   |   |              |                   |                   |              |              |  |
|  | Eric Taino     | Eric Taino        | Eric Taino        | 6           | 6           |  |  |               | Eric Taino        | Eric Taino        | 4              | 62             |   |   |              |                   |                   |              |              |  |
|  | Mark Knowles   | Mark Knowles      | Mark Knowles      | 4           | 4           |  |  |               |                   |                   |                |                |   |   | 2            | Michel Kratochvil | Michel Kratochvil | 7            | 6            |  |
|  | Jimy Szymanski | Jimy Szymanski    | Jimy Szymanski    | 6           | 6           |  |  |               |                   |                   | Jimy Szymanski | Jimy Szymanski | 5 | 2 |              |                   |                   |              |              |  |
|  | Kossi Loglo    | Kossi Loglo       | Kossi Loglo       | 4           | 0           |  |  |               | Jimy Szymanski    | 3                 | 6              | 6              |   |   |              |                   |                   |              |              |  |
|  | 7              | Harel Levy        | 6                 | 1           | 6           |  |  | 7             | Harel Levy        | 6                 | 3              | 4              |   |   |              |                   |                   |              |              |  |
|  |                | Grant Stafford    | 3                 | 6           | 2           |  |  |               |                   |                   |                |                |   |   |              |                   |                   |              |              |  |

### Sezione 3
|  | Primo turno           | Primo turno              | Primo turno           | Primo turno           | Primo turno |  |  | Secondo turno            | Secondo turno            | Secondo turno            | Secondo turno         | Secondo turno |   |   | Ultimo turno   | Ultimo turno   | Ultimo turno | Ultimo turno | Ultimo turno |  |
|  |                       |                          |                       |                       |             |  |  |                          |                          |                          |                       |               |   |   |                |                |              |              |              |  |
|  |                       | Antonio Baldellou-Esteva | 1                     | 6                     | 6           |  |  |                          |                          |                          |                       |               |   |   |                |                |              |              |              |  |
|  | 3                     | Juan-Albert Viloca-Puig  | 6                     | 3                     | 3           |  |  | Antonio Baldellou-Esteva | Antonio Baldellou-Esteva | Antonio Baldellou-Esteva | 6                     | 4             |   |   |                |                |              |              |              |  |
|  | Jonathan Stark        | Jonathan Stark           | Jonathan Stark        | 6                     | 7           |  |  | Jonathan Stark           | Jonathan Stark           | Jonathan Stark           | 7                     | 6             |   |   |                |                |              |              |              |  |
|  | Joan Jimenez-Guerra   | Joan Jimenez-Guerra      | Joan Jimenez-Guerra   | 2                     | 5           |  |  |                          |                          |                          |                       |               |   |   | Jonathan Stark | Jonathan Stark | 6            | 5            | 7            |  |
|  | Levar Harper-Griffith | Levar Harper-Griffith    | Levar Harper-Griffith | Levar Harper-Griffith | 7           |  |  |                          |                          | Levar Harper-Griffith    | Levar Harper-Griffith | 3             | 7 | 6 |                |                |              |              |              |  |
|  | Brian MacPhie         | Brian MacPhie            | Brian MacPhie         | Brian MacPhie         | 6r          |  |  |                          | Levar Harper-Griffith    | Levar Harper-Griffith    | 6                     | 6             |   |   |                |                |              |              |              |  |
|  | 5                     | Marcos Ondruska          | Marcos Ondruska       | 6                     | 6           |  |  | 5                        | Marcos Ondruska          | Marcos Ondruska          | 2                     | 2             |   |   |                |                |              |              |              |  |
|  |                       | Hugo Armando             | Hugo Armando          | 4                     | 4           |  |  |                          |                          |                          |                       |               |   |   |                |                |              |              |              |  |

### Sezione 4
|  | Primo turno        | Primo turno        | Primo turno        | Primo turno | Primo turno |  |  | Secondo turno | Secondo turno | Secondo turno | Secondo turno | Secondo turno |   |   | Ultimo turno | Ultimo turno | Ultimo turno | Ultimo turno | Ultimo turno |  |
|  |                    |                    |                    |             |             |  |  |               |               |               |               |               |   |   |              |              |              |              |              |  |
|  | 4                  | Michael Sell       | 4                  | 7           | 7           |  |  |               |               |               |               |               |   |   |              |              |              |              |              |  |
|  |                    | Bob Bryan          | 6                  | 5           | 65          |  |  | 4             | Michael Sell  | Michael Sell  | 4             | 4             |   |   |              |              |              |              |              |  |
|  | James Blake        | James Blake        | James Blake        | 7           | 6           |  |  |               | James Blake   | James Blake   | 6             | 6             |   |   |              |              |              |              |              |  |
|  | Michael Tebbutt    | Michael Tebbutt    | Michael Tebbutt    | 65          | 3           |  |  |               |               |               |               |               |   |   | James Blake  | James Blake  | 1            | 6            | 2            |  |
|  | Mike Bryan         | Mike Bryan         | Mike Bryan         | 6           | 6           |  |  |               |               | Mike Bryan    | Mike Bryan    | 6             | 1 | 6 |              |              |              |              |              |  |
|  | Aleksandar Kitinov | Aleksandar Kitinov | Aleksandar Kitinov | 1           | 1           |  |  | Mike Bryan    | Mike Bryan    | 6             | 3             | 7             |   |   |              |              |              |              |              |  |
|  | Kevin Kim          | Kevin Kim          | Kevin Kim          | Kevin Kim   | W-O         |  |  | Kevin Kim     | Kevin Kim     | 3             | 6             | 64            |   |   |              |              |              |              |              |  |
|  | Joan Balcells      |                    |                    |             |             |  |  |               |               |               |               |               |   |   |              |              |              |              |              |  |